# Дињевац
Дињевац је насељено место у саставу општине Питомача у Вировитичко-подравској жупанији, Република Хрватска.

## Историја
Почетком 20. века село Дињевац је парохијска филијала села Мала Трешњевица.
До територијалне реорганизације у Хрватској налазио се у саставу старе општине Ђурђевац.

## Становништво
На попису становништва 2011. године, Дињевац је имао 458 становника.

## Попис1991.
На попису становништва 1991. године, насељено место Дињевац је имало 502 становника, следећег националног састава:
| Попис 1991.‍ | Попис 1991.‍ | Попис 1991.‍ | Попис 1991.‍ | Попис 1991.‍ |
| ----------- | ----------- | ----------- | ----------- | ----------- |
|             |             |             |             |             |
| Хрвати      | Хрвати      |             | 501         | 99,80%      |
| непознато   | непознато   |             | 1           | 0,19%       |
| укупно: 502 |             |             |             |             |